# Ferdinand Nägele

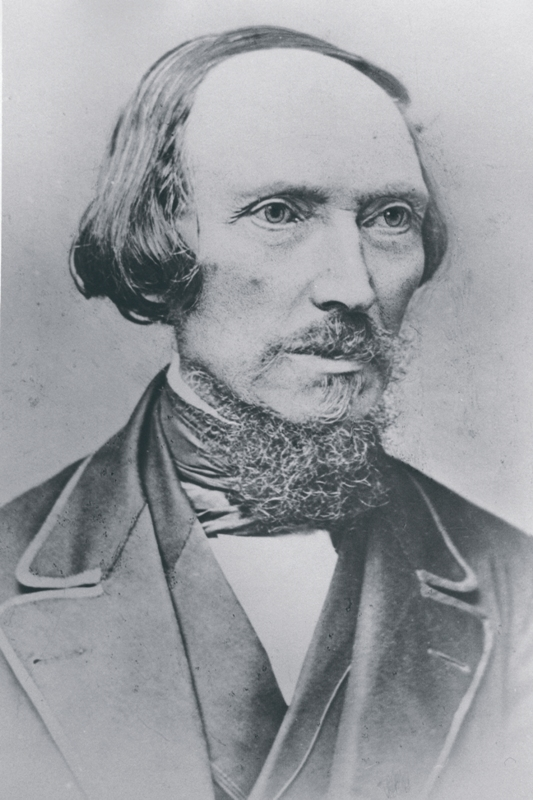
Ferdinand Nägele

Johann Ferdinand Nägele (* 24. Mai 1808 in Murrhardt; † 25. November 1879 ebenda) war ein deutscher Politiker. Er war als  Schlossermeister einer der wenigen Handwerker in der Frankfurter Nationalversammlung, in der er der Fraktion Deutscher Hof bzw. später Centralmärzverein angehörte.

## Leben
Nägeles Eltern waren der Murrhardter Schlossermeister Johann Adam Nägele und Johanna Jacobina Hartmann. Er war der Jüngste von vier Geschwistern. Beim Besuch der Volks- und Lateinschule in Murrhardt zeigte er überragende Leistungen und war besonders in Geometrie, Zeichnen und Französisch begabt. Seine Schulleistungen hätten ihm eine Beamtenlaufbahn ermöglicht, er entschied sich aber wie sein Vater für eine Schlosserlehre und war als Schlossergehilfe, ab 1835 als Schlossermeister in Murrhardt tätig.
Nägele zeigte starkes politisches Interesse. Er war liberal eingestellt, setzte sich für Gewerbefreiheit und die Beseitigung von Zunftzwängen ein und stand nach deren Gründung der Volkspartei nahe. In Murrhardt war er 1829 Mitgründer und Vorstand des Murrhardter Liederkranzes, eines liberaldemokratisch orientierten Gesangvereins, und 1833 Mitherausgeber des Wochenblattes Tubus, das nach drei Monaten von den Behörden verboten wurde. Er war freier Mitarbeiter der Zeitungen Der Hochwächter (später Der Beobachter), Schwäbischer Merkur, Heilbronner Tagblatt und Neckar-Dampfschiff.
Dem Kampf „mit der Hartherzigkeit gegen die Armut auf der einen und mit der Arbeitsscheue und Liederlichkeit eines großen Teiles der Armen auf der anderen Seite“ widmete Nägele einen bedeutenden Teil seines Wirkens. Ab 1835 gehörte er dem Murrhardter Stiftungsrat und dem Kirchenkonvent an, ab 1840 war er evangelischer Stiftungspfleger. Dem Murrhardter Bürgerausschuss gehörte er von 1835 bis 1843 an, dem Gemeinderat von 1844 bis 1845 und erneut von 1847 bis zu seinem Tod. 1848 gehörte er zu den Mitgründern des Turnvereins Murrhardt 1848. 1853 wurde er zum Murrhardter Stadtschultheißen gewählt, aber von der Regierung nicht bestätigt.
Bei der Wahl zur Frankfurter Nationalversammlung kandidierte er 1848 im 7. Wahlkreis des Neckarkreises – Wahlkreis Backnang. Bei einer Wahlversammlung in der zum Wahlkreis gehörenden Stadt Weinsberg setzte sich der Arzt und Dichter Justinus Kerner für seine Wahl ein mit den Worten „Nicht Doktors, nicht gelehrte Geister, wir wählen einen Schlossermeister!“. Nägele gewann die Wahl mit einer deutlichen Mehrheit von 5932 Stimmen (gegen 1047 und 610 seiner Gegenkandidaten) und war einer der wenigen Handwerker in der Nationalversammlung. Selbst im 5. Wahlkreis des Neckarkreises – Besigheim – erhielt er 1611 Stimmen, obwohl er dort gar nicht offiziell kandidiert hatte. In der Nationalversammlung schloss sich Nägele den Demokraten an.
In der württembergischen Kammer der Abgeordneten der Württembergische Landstände vertrat er 1848/1849 den Wahlkreis Weinsberg und 1849/1850 in den drei außerordentlichen Landtagen, die die württembergische Verfassung von 1819 revidieren bzw. durch eine neue Verfassung ersetzen sollten, dann den Wahlkreis Backnang. Von 1862 bis 1870 vertrat er erneut den Wahlkreis Backnang in der Kammer. Bei der Wahl 1862 konnte er sich erst in der Stichwahl gegen Christian Daniel Schmückle durchsetzen, 1868 konnte er klar gewinnen. Bei der Wahl 1870 unterlag er dann gegen den Vorstand der württembergischen Eisenbahnverwaltung Friedrich von Dillenius. In der Kammer setzte sich Nägele, wie Dillenius, unter anderem für den Bau der „Murrtalbahn“ Bahnstrecke Waiblingen–Schwäbisch Hall-Hessental ein, für die er sich schon ab 1860 als Mitgründer der „Gesellschaft für die Erbauung einer Eisenbahn durch das Murrtal“ in Murrhardt engagierte. Die Bahn wurde gebaut und erreichte 1878 Murrhardt.
1869 wurde die Murrhardter Gewerbebank unter der Leitung Nägeles gegründet, der bis zu seinem Tod ihr Vorstand war. 1873 trat er in den Ruhestand. Am 25. November 1879 starb Ferdinand Nägele an einer Lungenentzündung.
Neben seinen Ämtern in Politik und Wirtschaft trat Nägele auch als Parlamentsberichterstatter und Verfasser zahlreicher Schriften, Artikel und Bücher zu Beruf, Politik und Heimatkunde hervor. Die Stadt Murrhardt verlieh ihm als erstem ihre Ehrenbürgerwürde, Dillenius wurde Ehrenbürger in Backnang.

## Familie
Ferdinand Nägele war in erster Ehe ab 1835 mit Adelheide Fichtner (* 1811 oder 1812; † 1837) verheiratet, in zweiter Ehe ab 1838 mit Christiane Gottliebin Schieber (1814–1843), in dritter Ehe ab 1844 mit Luise Pauline Kapp (1823–1901). Aus der ersten Ehe ging ein schon bald wieder gestorbenes Kind hervor, aus der zweiten Ehe die Söhne Ferdinand (* 1838, wurde Kaufmann in Stuttgart) und Christian (* 1843, wurde Schlosser in Amerika) sowie zwei weitere früh verstorbene Kinder. Mit seiner dritten Frau hatte Nägele fünf weitere Kinder: die Tochter Mathilde (* 1845, heiratete einen Kaufmann in Schwäbisch Gmünd), die Söhne Reinhold (* 1848, Maler in Stuttgart, der Vater des gleichnamigen Künstlers Reinhold Nägele), Otto (* 1850, Mechanikus in Neunkirchen an der Saar) und Eugen Nägele (1856–1937, Lehrer und Publizist) sowie die jüngste Tochter Emma (* 1859).

## Ehrungen
- Ehrenbürgerschaft der Stadt Murrhardt
- Nägelestraße und Ferdinand-Nägele-Platz in Murrhardt